# CJ Parker
Joseph Ryan "Juice" Robinson (sinh ngày 10 tháng 4 năm 1989) còn được biết đến với tên võ đài là Juice Robinson, là một đô vật chuyên nghiệp người Mỹ hiện đang ký hợp đồng với New Japan-Pro Wrestling (NJPW) và Impact Wrestling, nơi anh từng một lần giành Impact World Tag Team Championship.
Từ 2011—2015, anh thi đấu cho WWE, tại lãnh thổ đang phát triển của họ Florida Championship Wrestling (FCW) và sau đó là NXT với tên CJ Parker. Anh từng hai lần giành FCW Florida Tag Team Championship, cùng Jason Jordan và Donny Marlow, lần lượt. Anh sử dụng tên Red Death Mask, nguyên gốc lấy từ một nhân vật trong anime Tiger Mask W năm 2016. Năm 2019, anh tham gia Ring of Honor, là thủ lĩnh nhóm Lifeblood, nhưng rời công ty năm sau.
Tại NJPW, Robinson hai lần IWGP United States Heavyweight Championship, IWGP Tag Team Championship một lần với David Finlay. Anh cũng thắng giải World Tag League 2019 với Finlay.

## Trong đô vật
- Đòn kết thúc
  - The Juice is Loose (Snap front facelock drop)
  - Third Eye[2] (Palm strike to opponent's face, with theatrics)
- Kỹ năng riêng
  - Cannonball
  - Fireman's carry into a twisting Samoan drop
  - Running double knee to an opponent on the turnbuckle
  - Schoolboy
  - Sitout flying lariat
  - The Taste (Crescent kick)
  - Heel kick to a running opponent
  - Throat thrust
- Biệt danh
  - "Moonchild"[5]
  - "Rosa"[6]
- Nhạc nền
  - "Bleach Blanket Demo" bởi Troy Lund (NXT)
  - "Jimi Jingle Thing" bởi Wolf Dick (NXT)
  - "Seventeen Television" bởi Suspect Parts (NXT)
  - "Moon Child" bởi May's[7] (NJPW)

## Các chức vô địch và danh hiệu
- Florida Championship Wrestling
  - FCW Florida Tag Team Championship (2 lần) – with Jason Jordan (1), Donny Marlow (1)
- Pro Wrestling Illustrated
  - PWI ranked him 326 of the top 500 singles wrestlers in the PWI 500 in 2012[8]